# Billboard 200

Logotipo da Billboard

A Billboard 200 é uma parada musical que classifica os 200 álbuns e EPs mais populares nos Estados Unidos. Publicada semanalmente pela revista Billboard, ela reflete a popularidade de artistas ou grupos musicais. Muitas vezes, um artista é lembrado por seus álbuns que atingiram o primeiro lugar, superando todos os outros durante pelo menos uma semana.
A parada começou como uma lista semanal com os 10 principais álbuns em 1956 e se expandiu para 200 posições em maio de 1967, adotando seu nome atual em março de 1992. Nomes anteriores incluem Billboard Top LPs (1961–1972), Billboard Top LPs & Tape (1972–1984), Billboard Top 200 Albums (1984–1985), Billboard Top Pop Albums (1985–1991) e Billboard 200 Top Albums (1991–1992).
A classificação é baseada principalmente em vendas nos formatos físico e digital nos Estados Unidos. Quando a Nielsen começou a monitorar as vendas em 1991, o período de apuração ia de segunda a domingo. No entanto, desde julho de 2015, o período passou a ser de sexta-feira a quinta-feira, em conformidade com o Global Release Day da indústria musical. A nova parada é publicada na terça-feira seguinte, com data retroativa para o sábado da mesma semana, quatro dias depois. O monitoramento de streams também segue esse mesmo período.
Downloads digitais de álbuns são incluídos no cálculo da Billboard 200. Álbuns não licenciados para venda oficial nos EUA (mas comprados como importação) não são elegíveis para a parada. Até 2007, uma política impedia que títulos vendidos exclusivamente por varejistas específicos, como Walmart e Starbucks, fossem incluídos na classificação. Essa restrição foi encerrada em 7 de novembro de 2007, entrando em vigor na edição de 17 de novembro de 2007.
Em 13 de dezembro de 2014, a Billboard passou a incluir transmissões sob demanda e vendas digitais de faixas individuais (com base nos dados da Nielsen SoundScan) em sua fórmula, utilizando um novo algoritmo. Os dados são obtidos de serviços de assinatura de áudio sob demanda e plataformas de venda de música online nos EUA.
Exemplo:
- Segunda-feira, 1 de janeiro — contagem de vendas da semana inicia;
- Domingo, 7 de janeiro — contagem de vendas da semana termina;
- Quinta-feira, 11 de janeiro — a nova lista (semana de 1 a 7 de janeiro) é então publicada com a data da tiragem de 20 de janeiro.

A partir da edição de 18 de janeiro de 2020, a metodologia foi atualizada novamente para incluir dados de vídeo do YouTube e visualizações em plataformas digitais como Apple Music, Spotify, Tidal, Vevo e, desde a edição de 23 de março de 2021, também do Facebook.
Na edição de 9 de agosto de 2025, o álbum número um na parada é I'm the Problem de Morgan Wallen.

## Recordes dos artistas
Artistas com mais álbuns em top-10
- The Rolling Stones (37)
- Barbra Streisand (34)
- Frank Sinatra (32)
- The Beatles (32)
- Elvis Presley (27)

Artistas com mais álbuns #1
- The Beatles (19)[10]
- Jay-Z (14)
- Taylor Swift (13)
- Bruce Springsteen (11) (empatado)
- Barbra Streisand (11) (empatado)
- Elvis Presley (10) (empatado)
- Eminem (10) (empatado)
- Madonna (9) (empatado)
- Eminem (9) (empatado)
- The Rolling Stones (9) (empatado)
- Garth Brooks (9) (empatado)

Artistas com mais semanas acumuladas no primeiro lugar
- The Beatles (132)
- Elvis Presley (67)
- Taylor Swift (65)
- Garth Brooks (52) (empatado)
- Michael Jackson (51)
- Whitney Houston (46)
- Elton John (39)
- Fleetwood Mac (38) (empatado)
- The Rolling Stones (38) (empatado)
- The Monkees (37)
- Prince (35)

## Recordes de álbuns
Mais semanas acumuladas em primeiro lugar
- (54 semanas) West Side Story — Trilha sonora (1962-1963)
- (37 semanas) Thriller — Michael Jackson (1983-84)
- (31 semanas) Calypso — Harry Belafonte (1956)
- (31 semanas) South Pacific — Trilha sonora (1958)
- (31 semanas) Rumours — Fleetwood Mac (1977)
- (24 semanas) Saturday Night Fever: The Original Movie Sound Track — Bee Gees/Trilha sonora (1978)
- (24 semanas) Purple Rain — Prince e The Revolution (1984)
- (24 semanas) 21 — Adele (2011-2012)
- (21 semanas) Please Hammer Don't Hurt 'Em — MC Hammer (1990)
- (20 semanas) The Bodyguard — Whitney Houston/Trilha sonora (1992)
- (20 semanas) Blue Hawaii — Elvis Presley (1961)

Mais semanas no Top 200
Note que o total é para um (1) álbum somente e não o catálogo todo do artista.
- (953 semanas) The Dark Side of the Moon — Pink Floyd (com 591 semanas consecutivas)
- (499 semanas) 21 (álbum) — Adele
- (490 semanas) Johnny's Greatest Hits — Johnny Mathis
- (480 semanas) My Fair Lady — do original da Broadway
- (378 semanas) Born to Die — Lana Del Rey[15]
- (331 semanas) Destaques de The Phantom of the Opera' — do original
- (320 semanas) 1989 — Taylor Swift
- (318 semanas) Tapestry — Carole King
- (306 semanas) Oklahoma! — Trilha sonora
- (295 semanas) Heavenly — Johnny Mathis
- (282 semanas) MCMXC a.D. — Enigma
- (282 semanas) Metallica — Metallica
- (277 semanas) The King and I — Trilha sonora
- (277 semanas) Hymns — Tennessee Ernie Ford

Certificações da RIAA
Note que as certificações da RIAA estão baseadas em unidades despachadas e não unidades vendidas.
- (33x platina) Thriller — Michael Jackson
- (29x platina) Their Greatest Hits (1971–1975) — Eagles
- (23x platina) Led Zeppelin IV — Led Zeppelin
- (23x platina) The Wall — Pink Floyd
- (22x platina) Back in Black — AC/DC
- (21x platina) Double Live — Garth Brooks
- (21x platina) Greatest Hits, Volume I and Volume II — Billy Joel
- (20x platina) Come on Over — Shania Twain

## Recordes adicionais
- O primeiro álbum a ser lançado e ir direto a posição Top-1: Captain Fantastic and the Brown Dirt Cowboy do Elton John. Elton John repetiu este feito com o outro álbum: Rock of the Westies --- O segundo álbum a debutar na posição de primeiro lugar --- fazendo Elton o primeiro artista a ter dois álbuns de estúdio consecutivamente debutando na posição um. Whitney Houston com seu segundo álbum, Whitney, foi a primeira artista do sexo feminino a debutar no Top-1.
- Em 2015, o álbum do Pink Floyd, The Dark Side of the Moon, completa 1 807 semanas nas paradas de sucesso, aproximadamente 35 anos. O álbum está 903 semanas no Billboard 200.[carece de fontes?] As outras semanas, o álbum estava nas paradas do Top Pop Catalog Albums (álbuns do catálogo Top Pop). O rival mais próximo do Pink Floyd é o Bob Marley, com o álbum Legend estando nas paradas por 975 semanas (Billboard 200 e Top Pop Catalog Albums combinados).
- Forever Your Girl da Paula Abdul ficou 64 semanas consecutivas no Billboard 200 antes de chegar no número um, batendo o recorde do álbum que ficou mais tempo no Top-200 antes de chegar no Top-1.
- Num certo ponto no início da década de 1980, todos os nove álbuns lançados (até então) do Led Zeppelin estavam no Billboard 200. Na ocasião foi um recorde de mais álbuns de um mesmo artista a entrar na parada de sucesso ao mesmo tempo. O recorde foi quebrado pelo Pearl Jam quando eles começaram a lançar a maioria de seus concertos em álbuns para o público. Porém o Led Zeppelin ainda mantém o recorde de ter todos os álbuns no Billboard 200.
- O álbum, Slave to the Grind, da banda, Skid Row, foi o primeiro álbum de heavy metal a debutar em número um.
- Os únicos EPs a chegar ao Top-1 das paradas foram Jar of Flies de Alice in Chains, em 1994; o álbum, Collision Course, em 2004, da colaboração da banda Linkin Park com Jay-Z, e os dois compactos lançados pelo elenco da série Glee, The Power of Madonna e Journey to Regionals.
- O primeiro álbum Hip-hop a chegar ao número um no Billboard 200 foi Licensed to Ill da banda Beastie Boys em 1987.
- Os únicos artistas a terem dois álbuns diferentes alcançando a posição número um, no mesmo ano, foram: The Beatles, Jay-Z, Garth Brooks, System of a Down, Justin Bieber, Justin Timberlake, One Direction, Susan Boyle, Drake, Future e Taylor Swift.
- O álbum com o maior número de vendas na semana de estreia (+ de 3 milhões) pertence à Adele e o seu álbum 25.
- Eminem é o único artista na história a estrear um álbum nove vezes consecutivas em primeiro lugar do top 200 da "Billboard".
- Eminem, também, foi o primeiro artista a conseguir um álbum em primeiro lugar do top 200 da Billboard apenas com as vendas do primeiro dia, com o álbum The Eminem Show.